# Dorothy Counts
Dorothy Counts   (Charlotte, 25 de març de 1942) va ser una dels primeres estudiants afroamericanes admeses en un col·legi exclusivament per a blancs als Estats Units, concretament al Harding High School, a Charlotte, Carolina del Nord. Després de quatre dies d'assetjament i veient amenaçada la seva seguretat, els seus pares la van obligar a retirar-se de l'escola.

## Història
El 1956, quaranta estudiants negres van sol·licitar ser matriculats a escoles per a blancs. Això va ocórrer a causa de l'aplicació a Carolina del Nord del Pla Pearsall per a la integració progressiva d'estudiants negres a les escoles per a blancs, després de ser declarada inconstitucional la segregació racial per la Cort Suprema dels Estats Units el 1954. El 4 de setembre de 1956, amb quinze anys, Dorothy Counts va ser una dels quatre estudiants afroamericans admesos a escoles exclusivament per a blancs a la ciutat de Charlotte. L'assetjament va començar quan l'esposa de John Z. Warlick, el líder del White Citizens Council, una associació supremacista blanca, va instar als nois a «mantenir-la fora» i, al mateix temps, va implorar a les nenes a «escopir-la». Counts va caminar fins a l'escola sense immutar-se pels insults de la multitud que l'esperava a l'entrada del recinte. Segons va informar la premsa, moltes persones li van escopir i van llançar-li pedres. Els abusos van continuar dins de l'escola, on li van llançar escombraries mentre menjava, davant la passivitat del professorat. El fotògraf Douglas Martin va guanyar el Premi World Press Photo of the Year de 1957 gràcies a les fotografies realitzades aquell dia.
L'endemà, Counts va tornar a l'escola i va fer amistat amb dues noies blanques, però aviat la hi van retirar a causa de les pressions per part d'altres companys de classe. La seva família va rebre amenaces telefòniques i després de quatre dies d'incessant assetjament, inclòs un cotxe destrossat i la seva taquilla saquejada, el pare de Dorothy va decidir emportar-se la filla de l'escola.
La família es va mudar a Pennsilvània, on Counts va assistir sense problemes a l'escola a Filadèlfia. Posteriorment va tornar a Charlotte, on es va graduar en psicologia a la Universitat Johnson C. Smith. Va dedicar la seva vida professional a cuidar infants sense recursos.
El 2008 la Harding High School va concedir a Counts un diploma honorífic. El 2010, Counts va rebre una disculpa pública d'un membre de la multitud que la va assetjar el 1957, i la Harding High School va rebatejar la seva biblioteca com Counts-Scoggins, un honor poques vegades concedit a persones vives.